# Jazmine Davis
Jazmine Davis (ur. 15 grudnia 1993) – amerykańska koszykarka grająca na pozycji rozgrywającej, obecnie zawodniczka DGT AZS Politechniki Gdańskiej.
11 stycznia 2020 została zawodniczką CosinusMED Widzewa Łódź.
20 lipca 2020 dołączyła do Politechniki Gdańskiej.

## Osiągnięcia
Stan na 21 lipca 2020, na podstawie, o ile nie zaznaczono inaczej.
NCAA
- Uczestniczka turnieju NCAA (2015)
- Najlepsza pierwszoroczna zawodniczka konferencji Pac-12 (2012)
- Zaliczona do:
  - I składu Pac-12 (2012)
  - II składu najlepszych pierwszorocznych zawodniczek Freshman All-America (2012 przez FullCourt.com)

Klubowe
- Uczestniczka rozgrywek Eurocup (2015–2017)

Indywidualne
- Liderka sezonu regularnego EBLK w liczbie celnych (55) rzutów za 3 punkty (2018)[5]